# Podocarpus idioblastus
Podocarpus idioblastus là một loài thực vật hạt trần trong họ Podocarpaceae. Loài này được J. Buchholz mô tả khoa học đầu tiên..